# Réserve naturelle de Tanjung Panjang
La réserve naturelle de Tanjung Panjang se situe dans la province de Gorontalo, sur l’île de Sulawesi en Indonésie. Cette réserve naturelle a été désignée comme telle en 1984. Elle couvre une superficie de 3 174,10 ha. La réserve naturelle de Tanjung Panjang est à l’origine une forêt de mangrove riche en biodiversité, accueillant de nombreuses espèces. Cependant, cette zone est désormais très prisée pour les activités d'aquaculture, qui constituent l'une des principales sources de revenus pour les communautés locales environnantes. La réserve naturelle est aujourd'hui soumise à des pressions humaines croissantes.

## Géographie et localisation

District de Pohuwato sur l'île de Sulawesi

### Localisation
La zone correspondant à la réserve naturelle de Tanjung Panjang est située dans la province de Gorontalo, au niveau du district de Pohuwato, à une latitude approximative de 0° 29′ 02'' N et une longitude de 121° 46′ 48'' E. Ce territoires est entouré par plusieurs villages, les principaux sont Siduwonge, Patuhu et Limbula, ils sont directement impliqués dans les activités autour de la réserve, y compris l'aquaculture et la gestion des mangroves.

### Habitants
La province de Pohuwato comptait plus de 146 000 habitants en 2020. Il n’existe pas d’étude démographique précise sur la réserve naturelle de Tanjung Panjang, mais cette dernière a été confrontée à une augmentation significative de sa population humaine au fil des ans. En 2017, il a été estimé que le village de Siduwonge, comptait environ 7 000 nouveaux arrivants non documentés, principalement originaires de Sulawesi du Sud. Ces nouveaux habitants sont souvent impliqués dans des activités agricoles telles que l'expansion des étangs de pisciculture pour l'élevage du poisson-lait et de la crevette, ce qui a entraîné une déforestation massive des mangroves et une dégradation de l'écosystème de la réserve. La conversion des forêts de mangroves en étangs a affecté la biodiversité locale et compromis les fonctions écologiques essentielles de la région.

### Climat et hydrologie
La région est caractérisée par un climat tropical typique, où les précipitations saisonnières jouent un rôle déterminant dans les variations de salinité et de niveaux d'eau des mangroves, essentiels pour la biodiversité de ces écosystèmes. La réserve est majoritairement constituée de terrains côtiers plats, où les mangroves occupent des zones basses, soumises aux fluctuations des marées. Ces marées influencent les cycles d'inondation et de drainage, qui sont essentiels au fonctionnement des mangroves. Les mangroves de Tanjung Panjang dépendent d'une hydrologie complexe, régie par les interactions entre les eaux salées provenant de la mer et les flux d'eau douce venant des rivières environnantes. Cependant, l’altération de l’hydrologie naturelle par des activités comme l’aquaculture a considérablement impacté la qualité de ces habitats.

## Historique
L'Indonésie étant le pays où le taux de destruction de mangroves est le plus rapide au monde, le gouvernement a essayé de mettre en place depuis plusieurs années, des outils juridiques pour pallier ce problème et conserver les zones menacées de destruction.
La réserve naturelle de Tanjung Panjang a été officiellement classée en tant que forêt permanente avec une fonction de conservation selon le décret du ministère des Forêts n° 250/Kpts-II/1984, publié le 20 décembre 1984.
Le ministre des Forêts a ensuite signé le procès-verbal de la démarcation des frontières le 27 octobre 1995. Enfin, Tanjung Panjang a pu être désignée comme réserve naturelle grâce au décret du ministère des Forêts numéro 573/Kpts-II/1995 du 30 octobre 1995.
La loi n°41 de 1999 sur la foresterie indique que les zones forestières selon leurs fonctions, sont classées comme zones protégées et zones de culture. Cependant, la zone de la réserve naturelle de Tanjung Panjang a vu une conversion massive se produire dans ses fonctions, et est devenue une zone d’activité d’étang. Alors, la fonction de zone d'activité d'étangs a permis l'exploitation de cette zone naturelle.

## Écosystèmes et biodiversité

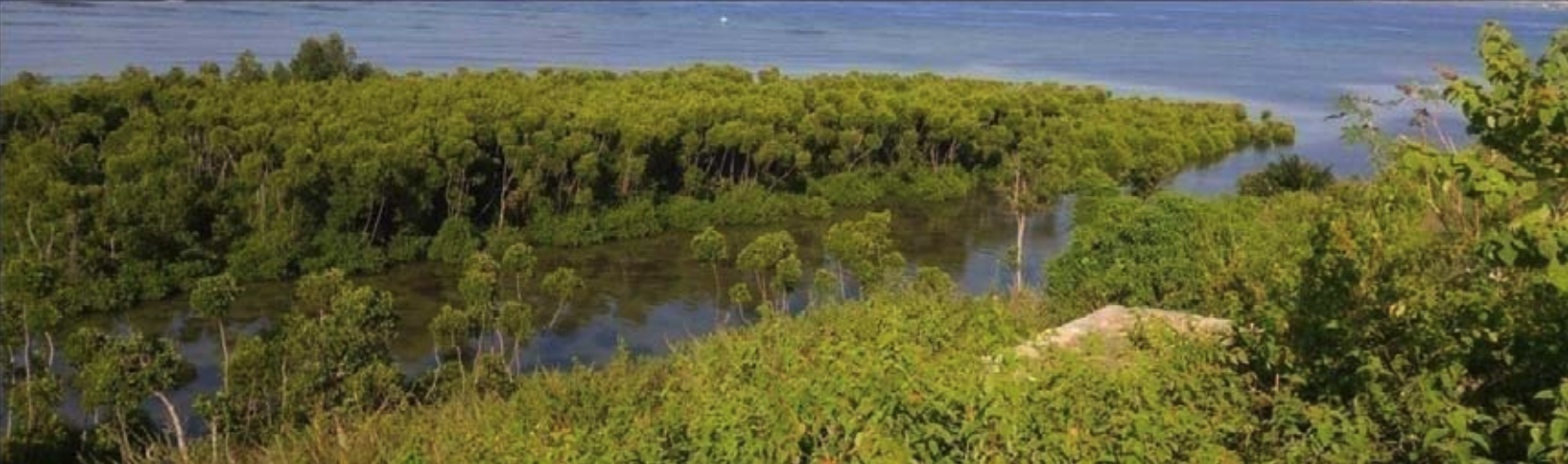
Forêt de mangrove sur l'île de Sulawesi en Indonésie

Cette région est riche en biodiversité et abrite une faune et une flore diversifiées. Les forêts de mangroves sont l’écosystème dominant, elles représentent une aire d’alimentation pour de nombreuses créatures aquatiques, ainsi qu’une zone de protection pour certains juvéniles et larves de poissons. Elles jouent également un rôle dans la protection des côtes car elles protègent la baie de Tomini du risque de tsunamis. La conversion des forêts de mangroves en étangs à poissons et en étangs à crevettes dégrade l'habitat de nombreuses créatures aquatiques.

### Flore
L’Indonésie est le pays recensant les plus grandes forêts de mangroves au monde. Il en est de même pour la diversité de mangroves avec 202 espèces. Dans la réserve naturelle de Tanjung Panjang, les mangroves constituent l’écosystème dominant. Cependant, il existe d'autres types de végétation associés ou adjacents aux mangroves. Une étude a dénombré 13 espèces de mangroves dans la réserve naturelle de Tanjung Panjang. Parmi celles-ci, 11 sont des espèces véritables et 2 sont des espèces associées.
|                    | Famille            | Nom scientifique       | Appellation locale |
| Espèces véritables | Espèces véritables | Espèces véritables     | Espèces véritables |
| ------------------ | ------------------ | ---------------------- | ------------------ |
|                    | Avicenniaceae      | Avicennia marina       | Api-Api            |
|                    | Combretaceae       | Lumnitzera racemosa    | Dulu’-dulu’        |
|                    | Lythraceae         | Pemphis acidula        | Santigi            |
|                    | Meliaceae          | Xylocarpus granatum    | Tambu putih        |
|                    | Meliaceae          | Xylocarpus moluccensis | Tambu hitam        |
|                    | Rhizophoraceae     | Bruguiera gymnorrhiza  | Sala’ – sala’      |
|                    | Rhizophoraceae     | Ceriops tagal          | Tanggere           |
|                    | Rhizophoraceae     | Rhizophora apiculata   | Bangko             |
|                    | Rhizophoraceae     | Rhizophora mucronata   | Bangko             |
|                    | Rhizophoraceae     | Rhizophora stylosa     | Bangko             |
|                    | Sonneratiaceae     | Sonneratia alba        | Parappa            |
| Espèces associées  |                    |                        |                    |
|                    | Aizoaceae          | Rhizophora stylosa     |                    |
|                    | Convolvulaceae     | Sonneratia alba        |                    |

### Faune
La réserve a été désignée comme une zone importante pour les oiseaux par l’organisation non gouvernementale BirdLife International. Ces oiseaux utilisent les mangroves comme zones de nidification et de repos.

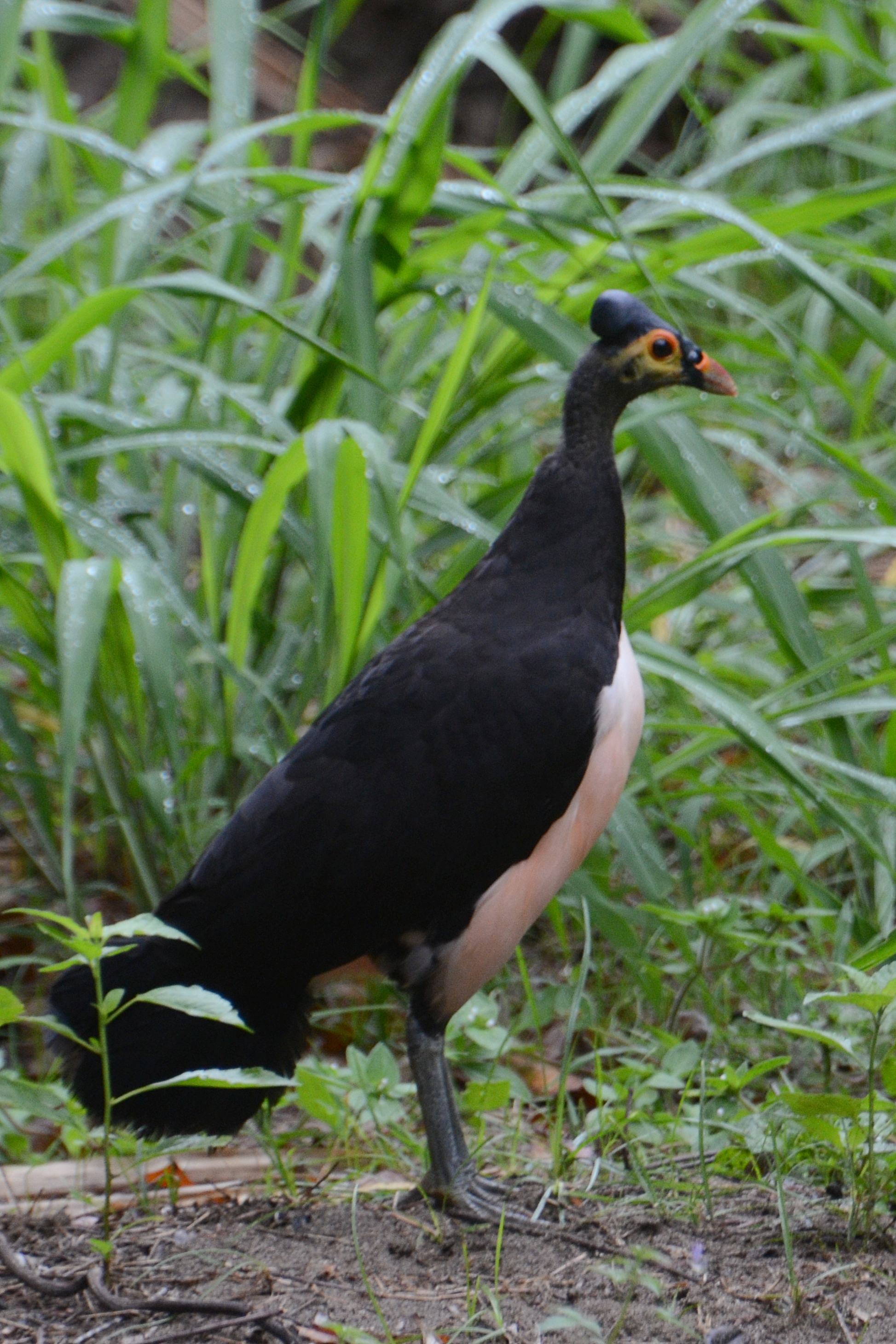
Mégapode maléo (Macrocephalon maleo) à Muara Pusian, Sulawesi du Nord

Plusieurs espèces d'oiseaux se retrouvent malheureusement dans la liste rouge des espèces menacées de l’UICN, comme:
- Le Mégapode maléo (Macrocephalon maleo), il est en danger d’extinction à cause de la récolte des œufs par les habitants[8].

- Le Râle de Platen (Aramidopsis plateni)
- Le Râle de Rosenberg (Gymnocrex rosenbergii)
- L’Effraie de Minahassa (Tyto inexspectata)

(Liste non exhaustive)
Toutes ces espèces sont endémiques de l’île de Sulawesi, elles subissent de fortes pressions liées à la perte d’habitat (forêts et zones humides), causées par les activités humaines.

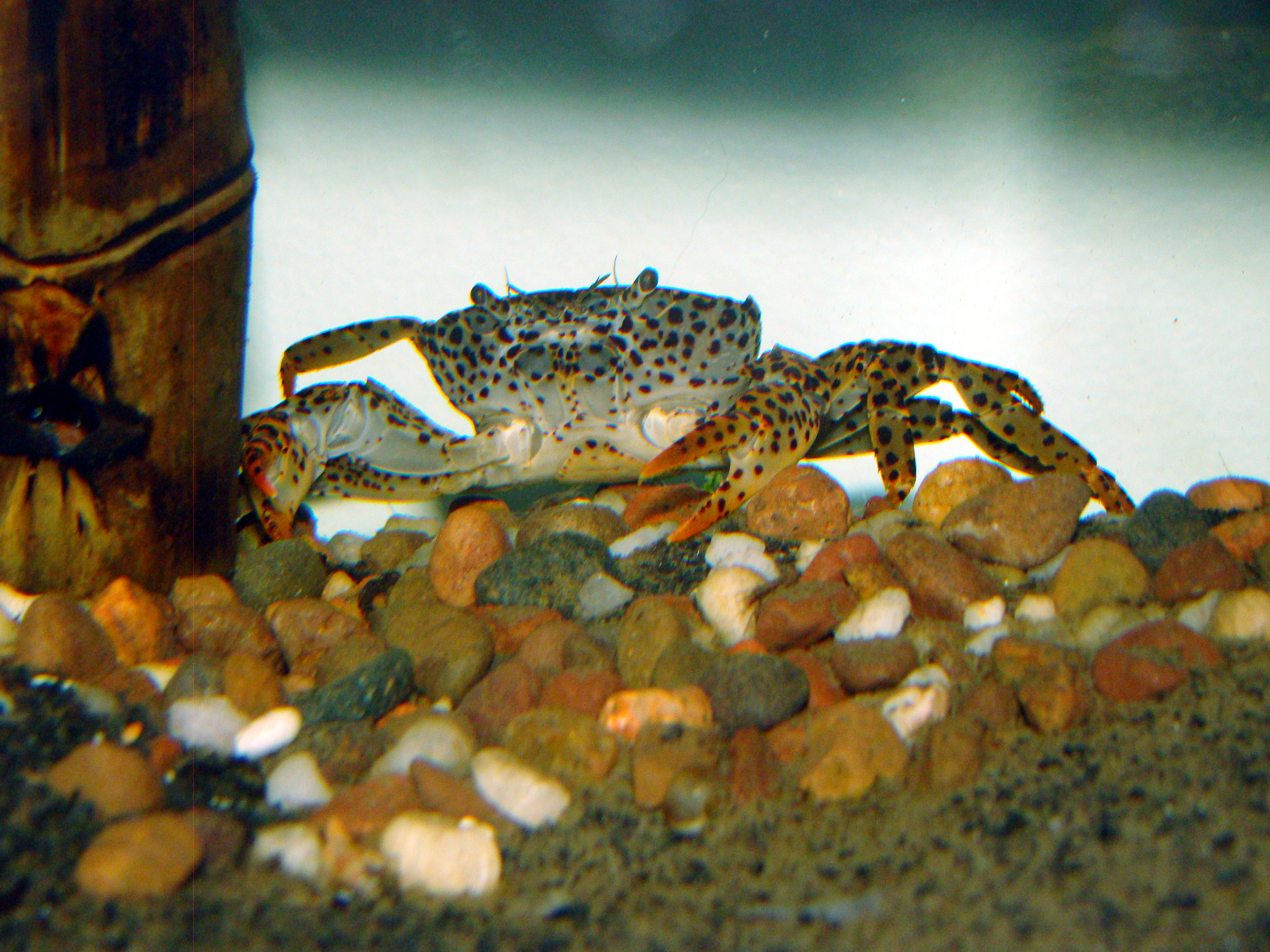
Crabe panthère (Parathelphusa pantherina)

De nombreuses espèces de crabes sont présentes dans les mangroves de la réserve de Tanjung Panjang. Les familles qui peuvent être retrouvées dans cette région sont: les Varunidae, les Gecarcinidae, les Oziidae ainsi que les familles Sesarmidae et Ocypodidae et qui sont plus abondantes.
Par ailleurs, des études montrent que les densités de crabes dans les zones d’étangs sont plus faibles, et que cela serait dû à la dégradation de leur habitat. En effet, une vingtaine d'espèces de crabes sont retrouvées dans la zone de forêt de mangrove, pour seulement une dizaine dans la zone d'étangs à poissons.

## Importance écologique et socio-économique

### Services écosystémiques
La réserve naturelle de Tanjung Panjang joue un rôle essentiel, tant sur le plan écologique que socio-économique. Les mangroves qui la composent fournissent une grande diversité de services écosystémiques indispensables. Sur le plan écologique, ces mangroves participent au maintien de l'équilibre dans le réseau trophique en offrant un habitat à une variété d’espèces marines et terrestres. Les mangroves jouent un rôle essentiel dans la protection des zones côtières. Elles agissent comme un rempart naturel contre les vagues, les tempêtes et les inondations. Elles limitent l’érosion des sols côtiers, servent de barrière contre l’intrusion d’eau salée dans les terres et favorisent la sédimentation en piégeant les particules en suspension. Enfin, elles représentent un puits de carbone d’une importance majeure, contribuant à la régulation du climat en stockant de grandes quantités de carbone dans leurs sols et leur biomasse.

### Activités économiques
L'importance socio-économique de la réserve naturelle de Tanjung Panjang repose sur plusieurs facteurs étroitement liés à son écosystème de mangroves et aux activités humaines locales. Les mangroves de la réserve offrent des ressources naturelles exploitables par les habitants, notamment la pêche artisanale puisqu’elles servent de nurseries pour les poissons et les crustacés. Les communautés locales utilisent également les forêts de mangrove pour le bois de chauffage et la construction.
Des activités d’aquaculture y sont également exercées. Une grande partie de la forêt de mangrove a été remplacée par des étangs d’élevage, des espèces comme le poisson-lait (Chanos chanos) et les crevettes y sont élevées. Par ailleurs, les mangroves présentent un potentiel de développement économique par le biais d’activités durables comme l’écotourisme. Ce secteur pourrait non seulement stimuler l'économie régionale, mais aussi sensibiliser aux enjeux de conservation,.
En plus d’être des ressources naturelles utilisées par les habitants, ces activités représentent également une source de revenus pour les communautés. Toutefois, les activités aquacoles intensives, bien qu’importantes pour l'économie, exercent une pression significative sur cet écosystème fragile.

## Menaces et conservation

### Menaces
La réserve naturelle de Tanjung Panjang fait face à plusieurs menaces majeures qui compromettent son écosystème et ses fonctions écologiques. Ces menaces sont majoritairement causées par les activités humaines qui prennent place dans cette région, mais également par le changement climatique.

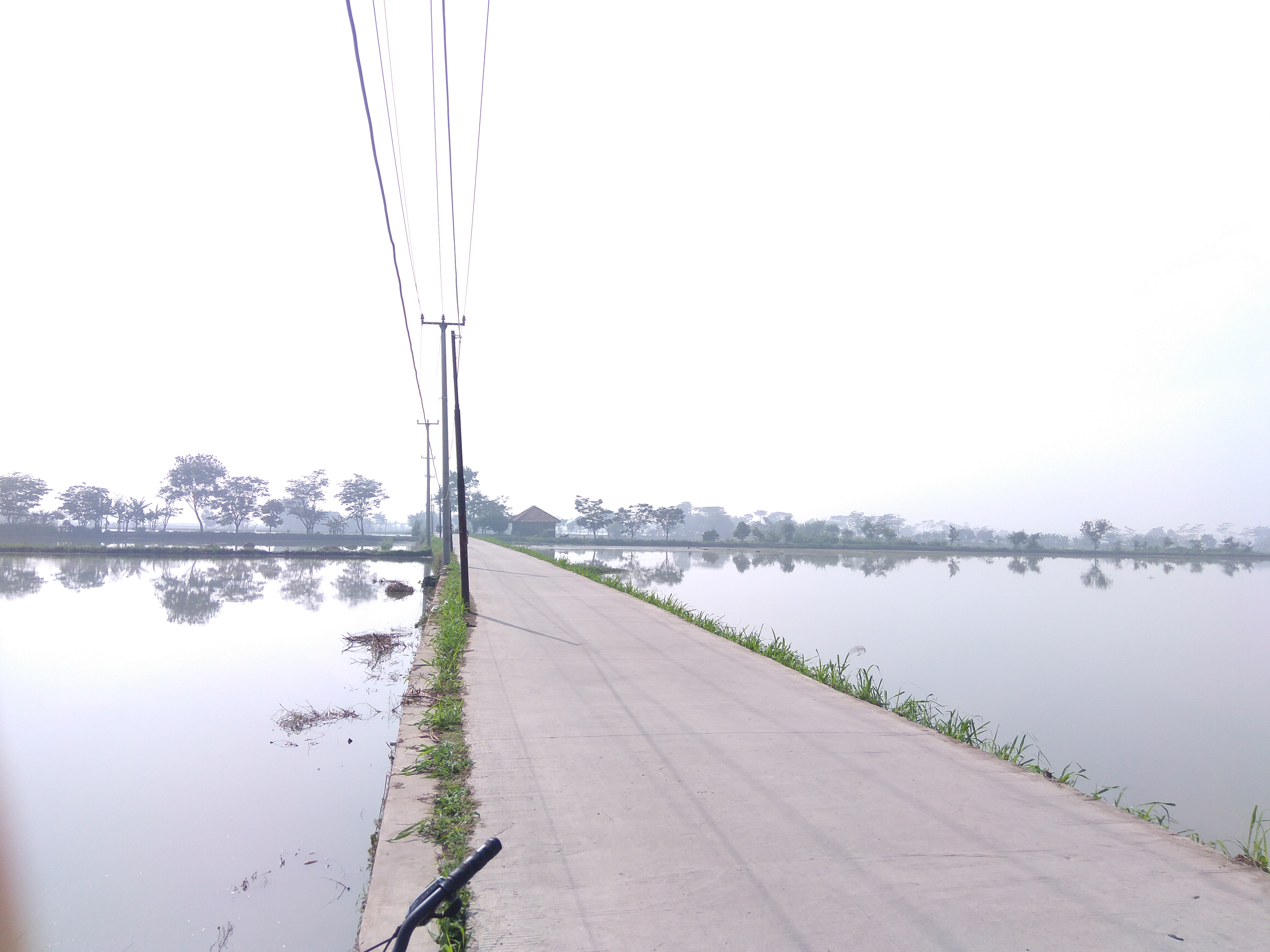
Exemple d'étangs pour l'élevage des poissons en Indonésie

#### Destruction des habitats, pollution
Une grande partie des mangroves de la réserve (78%) a été convertie en zones d’aquaculture pour l’élevage de poissons et de crevettes, ce qui a réduit leur superficie de manière significative. Il ne resterait actuellement que quelques 400 ha de mangroves sur les 3 000 ha avant la déforestation, entraînant une perte d’habitat pour de nombreuses espèces. La mise en place d'étangs a commencé dans les années 1980 et s'est surtout accélérée à partir des années 2000. La conversion des forêts de mangroves en zones d'étangs menace alors la régénération des créatures aquatiques vivant aux abords des palétuviers,.La destruction des mangroves affecte les espèces endémiques et les oiseaux migrateurs qui dépendent de ces habitats. Cela fragilise également les côtes, et entraîne l’intrusion d’eau salée qui perturbe tout l’écosystème.
L’expansion des étangs piscicoles se fait souvent sans régulation stricte, entraînant la dégradation des sols, la pollution des eaux et des altérations de l’hydrologie locale. En effet, ce type d’agriculture requiert l’utilisation d’engrais comme apports de nutriments pour les poissons. De ce fait, de l’azote, du phosphore ou encore du potassium sont admis dans l’environnement en concentrations supérieures à ce qui est retrouvé naturellement . Ces apports peuvent être néfastes pour d’autres espèces présentes dans la réserve. Par exemple, une différence sur le pH peut être notée, celui-ci a tendance à être supérieur dans les zones d’étangs. Or, le pH est un indicateur clé pour la présence et la distribution des espèces dans un écosystème.
L’arrivée de nouveaux habitants dans les villages voisins a intensifié l’exploitation des ressources naturelles et accéléré la déforestation. En effet, la plupart deviennent ouvriers dans ces étangs à poissons et à crevettes, qui représentent pour eux l’espoir d’une émancipation et d’une vie meilleure,.

#### Changement climatique
Les mangroves, y compris celles de la réserve de Tanjung Panjang, sont particulièrement vulnérables aux impacts du changement climatique, en plus des menaces anthropiques. Les effets principaux incluent:
- L'élévation du niveau de la mer: les mangroves nécessitent un équilibre entre la sédimentation et le niveau de l'eau pour survivre. Une élévation rapide du niveau de la mer peut entraîner la submersion des forêts de mangroves, particulièrement dans les régions où les apports de sédiments sont insuffisants.
- L'augmentation de la température et l'acidification des océans: les changements de température et de pH affectent la biodiversité marine, en particulier les espèces qui dépendent des mangroves pour leur reproduction et leur alimentation.
- Les tempêtes et conditions météorologiques extrêmes: la fréquence et l'intensité accrues des tempêtes causent des dommages physiques aux mangroves, réduisant leur capacité à protéger les côtes contre les inondations[11].

### Conservation

#### Projets de conservation
La gestion de la réserve naturelle de Tanjung Panjang fait l'objet de débats importants, notamment en ce qui concerne les initiatives de restauration et les stratégies de conservation.
Bien que l'Indonésie dispose de lois pour protéger ses zones naturelles, les enjeux sociaux et économiques liés à cette réserve compliquent la mise en œuvre de ces mesures. Les conflits d'usage, notamment entre les besoins des populations locales et la préservation de l'écosystème, freinent les avancées concrètes. Le gouvernement régional est sensible à l’avenir des mangroves, et aimerait les restaurer à leur état initial. Afin d’éviter la dégradation encore plus prononcée des milieux, il faudrait agir le plus rapidement possible, mais garantir une gestion efficace et intégrée afin de tenir compte des besoins des communautés locales.
L’Union internationale pour la conservation de la nature et le World Resources Institute ont développé un cadre méthodologique conçu pour aider les pays et les organisations à identifier, analyser et prioriser les opportunités de restauration des paysages dégradés: la Restoration Opportunities Assessment Methodology (ROAM). Tanjung Panjang a été ciblé pour la restauration des forêts de mangroves. En collaboration avec la Blue Forest Foundation, des scénarios de restauration de la réserve ont été établis. Trois scénarios différents ont été retenus, variant en termes de l'étendue de la mise en œuvre de la restauration écologique.
1. Une restauration complète de la réserve, visant à réhabiliter l'écosystème dans son intégralité.
2. Une restauration partielle, concentrée sur les zones écologiquement stratégiques.
3. La réhabilitation de la zone de ceinture verte (643 ha), un corridor écologique reliant la réserve aux forêts protégées[4].

Ces propositions visent à concilier conservation de la biodiversité et besoins socio-économiques locaux.
Les mangroves peuvent être intégrées dans des projets d'écotourisme durable, où les visiteurs découvrent leur importance écologique et participent à des activités éducatives. Ce modèle contribue à la préservation tout en impliquant les communautés locales. Par exemple, l'approche basée sur les services écosystémiques, comme le programme "Rehabilitating Blue Carbon Habitats" à Tanjung Panjang, inclut des activités qui renforcent les liens entre conservation, tourisme et sensibilisation locale, tout en offrant des alternatives économiques aux pratiques destructrices comme l'aquaculture illégale,.
Le programme à Tanjung Panjang bénéficie également de partenariats internationaux, notamment avec des organisations comme la Blue Forest Foundation et le Forum économique mondial, qui soutiennent la coordination, le financement et l’application de méthodologies de restauration écologique.

#### La restauration des mangroves de Tanjung Panjang dans la lutte du changement climatique
La restauration des mangroves aurait de nombreux bienfaits sur la biodiversité de la réserve, mais celle-ci possèderait bien d'autres avantages encore. Les mangroves de la réserve de Tanjung Panjang jouent un rôle clé dans la lutte contre le changement climatique. Elles agissent comme des puits de carbone, capturant et stockant de grandes quantités de dioxyde de carbone (CO₂) dans leurs sols et biomasses. Ce processus, appelé "carbone bleu", est particulièrement efficace dans les mangroves, car leurs sols saturés en eau empêchent la décomposition rapide de la matière organique, favorisant ainsi le stockage à long terme du carbone.
En outre, la restauration des mangroves dans des zones comme Tanjung Panjang contribue à réduire les émissions de gaz à effet de serre associées à la dégradation de ces écosystèmes. Le programme de "Rehabilitating Blue Carbon Habitats" met en avant leur rôle en tant que solutions fondées sur la nature, non seulement pour atténuer les impacts du changement climatique mais aussi pour renforcer la résilience des communautés locales face à des phénomènes climatiques extrêmes tels que les tempêtes et l'élévation du niveau de la mer (ces événements tendent en plus à être aggravés par le changement climatique).
Cependant, pour maximiser cet impact, il est essentiel d'adopter une approche intégrée qui combine restauration écologique, réduction des pressions anthropiques, et sensibilisation des populations locales aux bénéfices climatiques et économiques des mangroves,.